# Arctostaphylos bakeri
Arctostaphylos bakeri là một loài thực vật có hoa trong họ Thạch nam. Loài này được Eastw. mô tả khoa học đầu tiên năm 1934.